# مقیاس تورینو
مقیاس تورینو (ایتالیایی: Torino scala) روشی برای طبقه‌بندی وجود خطر رویداد برخوردی اجرام نزدیک به زمین (NEOها) مانند سیارک‌ها و دنباله‌دار‌ها است. این روش به عنوان یک ابزار ارتباطی بین اخترشناسان و دیگران برای ارزیابی شدت جدی بودن پیش‌بینی‌های برخورد، با ترکیب آمار «احتمال و پتانسیل‌های آسیب جنبشی شناخته شده» (مقیاس پالرمو) در یک مقدار واحد تهدید، در نظر گرفته شده‌است. مقیاس خطر برخورد فنی پالرمو مقیاسی مشابه، اما پیچیده‌تر است. اجرام نزدیک به زمین با مقیاس تورینوی ۱ هر چند ماه یکبار ظاهر می‌شوند و ممکن است چند هفته دوام داشته‌باشند تا زمانی که قوس مشاهده طولانی‌تری پیدا کنند.

## بررسی کلی

مقیاس تورینو مقیاس بر حسب متر قطر تقریبی یک سیارک با سرعت معمولی رویدادهای برخوردی است.

مقیاس تورینو از مقیاس اعداد صحیح از ۰ تا ۱۰ استفاده می‌کند. ۰ نشان‌دهندهٔ این است که جسم در مقایسه با «صدای پس زمینه» معمول رویدادهای برخوردی، شانس ناچیزی برای برخورد با زمین دارد، یا آنقدر کوچک است که نمی‌تواند یک‌پارچه به جو زمین نفوذ کند. در آن‌سوی مقیاس، عدد ۱۰ نشان می‌دهد که یک برخورد قطعی است و جسم برخورد کننده به اندازهٔ کافی بزرگ است که فاجعه‌ای جهانی را ایجاد کند.
جرم مورد نظر بر پایهٔ میزان «احتمال برخورد» و انرژی جنبشی آن (که بر حسب مگاتون TNT بیان می‌شود) ارزیابی می‌شود. به برخورد احتمالی آن، مقداری بین ۰ تا ۱۰ به نسبت، داده می‌شود. مقیاس تورینو رویدادهای برخوردی احتمالی اجرام را فقط برای بازهٔ زمانی کمتر از ۱۰۰ سال آینده تعریف می‌کند. «برای یک شی با رویدادهای برخوردی احتمالی متعدد در مجموعه‌ای از چند تاریخ برخورد، لازم است که برای هر تاریخ یک مقدار مقیاس تورینو تعیین شود. شاید راحت‌تر باشد که چنین جسمی را با بیشترین مقدار مقیاس تورینو در مجموعه خلاصه کنیم.»